# 米哈尔·柴科夫斯基
米哈尔·柴科夫斯基（1992年5月6日—），斯洛伐克男子冰球运动员。他曾代表斯洛伐克参加2018年和2022年冬季奥林匹克运动会冰球比赛，其中2022年冬季奥运会获得一枚铜牌。